# Harald Edelstam
Gustaf Harald Edelstam (Stoccolma, 17 marzo 1913 – 16 aprile 1989) è stato un diplomatico svedese.

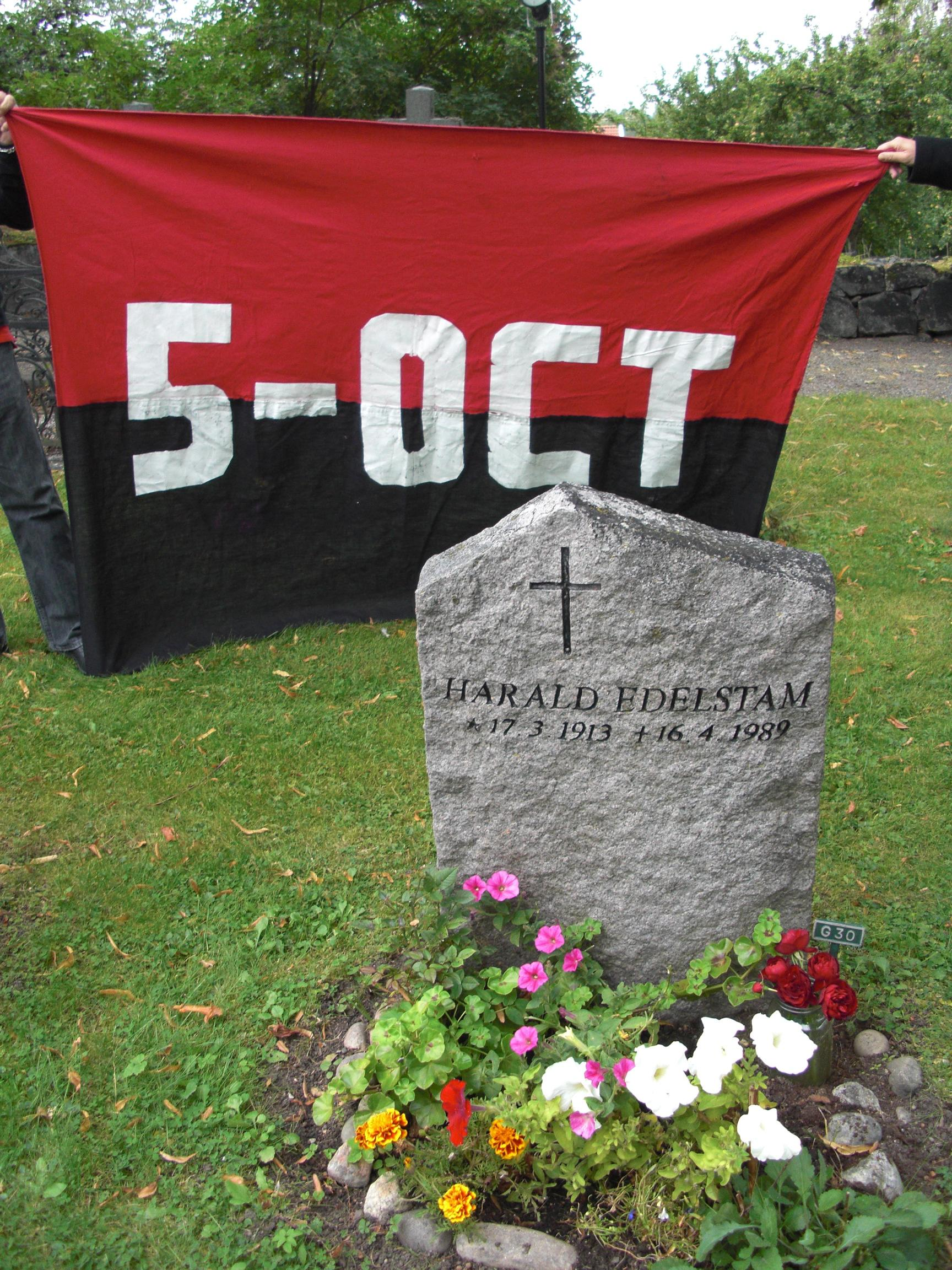
Edelstams tomba, 11 settembre 2010, al discorso commemorativo per l'anniversario del colpo di stato militare in Cile. Eckerö, Stoccolma

Divenne conosciuto durante la seconda guerra mondiale con il soprannome Svarta Nejlikan, ovvero "garofano nero" (in riferimento al libro La primula rossa, in inglese chiamato "The Scarlet Pimpernel", letteralmente "il garofano scarlatto", da cui il titolo anche in svedese), per aver aiutato agenti e sabotatori del Special Operations Executive a sfuggire dai soldati tedeschi.
Durante gli anni settanta fu nominato ambasciatore di Svezia in Cile, e divenne conosciuto come il "Raoul Wallenberg degli anni '70" per aver aiutato diplomatici cubani e rifugiati politici uruguaiani a sfuggire alle persecuzioni a seguito del golpe cileno del 1973.
Nel 2007 è stato prodotto in Svezia un film chiamato Svarta nejlikan (The Black Pimpernel in inglese) che ritrae Edelstam durante il periodo trascorso come ambasciatore svedese in Cile.